# 杜美霜
杜美霜（1965年3月—），中华人民共和国政治人物，中国共产党党员，湖南省第十三届全国人民代表大会代表，演员，中国国家级非遗项目花鼓戏国家级代表性传承人。

## 生平
杜美霜于1965年3月出生，1979年14岁时开始从艺，进入桃源县城关镇花鼓戏剧团培训学习，初习旦行，后改生行。1985年，杜美霜考入常德市鼎城区花鼓戏保护中心、常德丝弦艺术剧院工作。2014年，杜美霜主编《常德花鼓戏集成》一书，收集整理了常德的地方曲艺。2018年，杜美霜被认定为花鼓戏国家级传承人。
2018年1月，杜美霜当选为第十三届全国人民代表大会代表。

## 政策主张

### 加强村级集体经济组织建设
杜美霜认为，农村人口流失严重是实现乡村振兴应该解决的现实问题。为吸引农村人口返乡，进而全面激活乡村经济，应当加强村级集体经济组织建设，“然后才会有人去组织农民、发动农民，再去发展集体经济。农业产业发展、农村社会经济活动才有更好的抓手”。

### 文化建设
第十三届全国人民代表大会上，杜美霜提交《将“中国常德画墙”项目纳入长征国家文化公园建设的建议》。她的建议“受到国家相关部委高度重视”。此外，她还建议，要扩大基层优质文化服务供给，提高文化产品供给的质效与核心竞争力；建立县、乡、村三级联动机制。杜美霜建议，应该由政府主导，把地方戏曲的音频、视频随之植入到景点播放宣传，因地制宜，“充分利用文旅资源推动戏曲发展”，“让地方戏曲文化借景点飞向远方”。

### 扶持传统媒体
杜美霜主张，面对自媒体的冲击，应该“多管齐下”、加大对传统媒体的扶持力度。在政策和资金层面给予传统媒体支持，淡化传统媒体的“唯文凭、职称、创收能力论”，让传统媒体“真正成为老百姓喜闻乐见的政策引导者和生活向导”。

### 检察文化建设
杜美霜主张，要加强“检察文化”建设，“加大先进典型的挖掘力度，着力营造积极向上、健康良好的文化氛围”，“不断探索拓宽检察文化建设的路径，构建检察人员共享的精神乐园”。

## 知名言论
2018年3月第十三届全国人民代表大会通过修改宪法废除国家主席连任限制并选举连任习近平为国家主席后，杜美霜在采访中说“习近平真的前所未有，不得了，了不得，激动得要流出眼泪，真的特别高兴，高兴，除了高兴还是高兴，激动，激动，除了激动，还是激动”、“真的要为他点赞一百个，一千个，一亿个，点很多赞”、“当时有一股热浪，本来我们穿得都是不多，但是我感觉全场都热了、沸腾”、“他应该当一辈子的国家主席，一辈子的。这是老百姓的心声，真的”，被媒体报道。苹果日报指其“疯狂擦鞋”。

## 人物荣誉
2018年5月，被评定为第五批国家级非物质文化遗产代表性传承人。2021年11月，被人力资源社会保障部、文化和旅游部表彰为全国文化和旅游系统先进工作者。
杜美霜参演微电影《恩仇记》，饰演“杜法官”一角，在第八届“金法槌奖”微电影微视频征集展播活动中获得优秀奖。